# Herald Harbor
Herald Harbor és una concentració de població designada pel cens dels Estats Units a l'estat de Maryland. Segons el cens del 2000 tenia 2.313 habitants.

## Demografia
Segons el cens del 2000, Herald Harbor tenia 2.313 habitants, 941 habitatges, i 641 famílies. La densitat de població era de 531,6 habitants/km².
Dels 941 habitatges en un 28,6% hi vivien nens de menys de 18 anys, en un 58,8% hi vivien parelles casades, en un 6,3% dones solteres, i en un 31,8% no eren unitats familiars. En el 22% dels habitatges hi vivien persones soles el 4,3% de les quals corresponia a persones de 65 anys o més que vivien soles. El nombre mitjà de persones vivint en cada habitatge era de 2,46 i el nombre mitjà de persones que vivien en cada família era de 2,9.
Per edats la població es repartia de la següent manera: un 21,1% tenia menys de 18 anys, un 6,1% entre 18 i 24, un 34,5% entre 25 i 44, un 30,3% de 45 a 60 i un 8% 65 anys o més.
L'edat mediana era de 39 anys. Per cada 100 dones de 18 o més anys hi havia 101,8 homes.
La renda mediana per habitatge era de 73.893 $ i la renda mediana per família de 83.812 $. Els homes tenien una renda mediana de 55.000 $ mentre que les dones 28.684 $. La renda per capita de la població era de 34.189 $. Entorn del 4,1% de les famílies i el 5,9% de la població estaven per davall del llindar de pobresa.

## Poblacions més properes
El següent diagrama mostra les poblacions més properes.